# Кайнак (Вич)
Кайнак или често членувано Кайнако (на гръцки: Μαυροβούνι, Καϊνάκ, Καΐνιακος) е връх с височина 1134 m и дял от планината Вич, Костурско, Егейска Македония, Гърция.

## Описание
Кайнак се намира в най-южната част на Вич (Нередската планина) и има овална форма. От останалата част на масива на север е отделена от долината на Фотинищката река, приток на Костурското езеро, с която граничи и на запад. На изток и на юг граничи с долината на Стара река (Ксиропотамос).

## История
По време на Илинденско-Преображенското въстание през лятото на 1903 година на Върбица се установява Горското началство на Костурския революционен район. На 13 август османците дебаркират при Маврово и в същия ден на Кайнако се укрепяват 200 въстаници, начело с Марко Иванов. На следния 14 август османците започват своето настъпление с тежко сражение при Кайнако, като след упорита съпротива българските въстаници отстъпват.